# Liste der Monuments historiques in Sailly-lez-Lannoy
Die Liste der Monuments historiques in Sailly-lez-Lannoy führt die Monuments historiques in der französischen Gemeinde Sailly-lez-Lannoy auf.

## Liste der Bauwerke
| Bezeichnung       | Beschreibung                             | Standort             | Kennzeichnung | Schutzstatus | Datum | Bild |
| ----------------- | ---------------------------------------- | -------------------- | ------------- | ------------ | ----- | ---- |
| Ferme de Meurchin | Bauernhof, erbaut ab dem 10. Jahrhundert | Rue de Lannoy (Lage) | PA59000138    | Inscrit      | 2008  |      |